# Чемутай, Перут
Перут Чемутай (10 июля 1999, Капчорва, Уганда) — угандийская легкоатлетка, специализируется в беге на 3000 метров с препятствиями. Олимпийская чемпионка игр в Токио.

## Биография
Легкой атлетикой занялась в 14 лет после посещения местных соревнований. Довольно быстро Перут удалось достичь хороших результатов и уже в 2015 году на юниорских играх стран Содружества она завоевала два серебра в беге на 1500 и 3000 метров В 2016 году спортсменка приняла участие в Олимпийских играх в Рио-де-Жанейро на дистанции 3000 метров с препятствиями и не смогла преодолеть квалификацию.
Со временем угандийке удалось добиться прогресса в результатах. В 2019 году на Чемпионате мира в Дохе она заняла пятое место в стипль-чезе с результатом 9:11.08. 4 августа 2021 года Чемутай победила в финале Олимпиады Токио, пробежав дистанцию за 9 минут 1,45 секунды.

## Выступления на Олимпиадах
| Олимпиада      | Дисциплина                  | Место   |
| -------------- | --------------------------- | ------- |
| Рио-де-Жанейро | 3000 метров с препятствиями | 20      |
| Токио 2020     | 3000 метров с препятствиями | 1       |
| Париж 2024     | 3000 метров с препятствиями | 8:53,34 |